# Antiblemma recocta
Antiblemma recocta là một loài bướm đêm trong họ Erebidae.